# Безмолвный крик
«Безмолвный крик» — американский фильм 1984 года, агитирующий против абортов. Режиссёр фильма — Джек Дуэйн Дэбнер, текст читает Бернард Натансон — гинеколог, который долгое время проводил аборты и активно боролся за расширение доступа к ним, но затем стал их убеждённым противником. Фильм выпущен в сотрудничестве с Национальным комитетом права на жизнь — крупной пролайферской организацией.
В фильме изображён процесс аборта через ультразвук и говорится, что плод вскрикивает от боли и дискомфорта. «Безмолвный крик» широко и активно используется противниками абортов как агитационный материал, хотя многие представители медицинского сообщества критикуют его как вводящий в заблуждение и дезинформирующий. В частности, медики отмечают, что в действительности показанный в фильме плод на сроке беременности в 12 недель не способен чувствовать боль, и высказывают сомнения в том, что происходящее на показанных снимках может быть криком.

## История создания
По словам Бернарда Натансона, на создание фильма его вдохновил тогдашний президент США Рональд Рейган. Выступая с речью перед ассоциацией «Национальные религиозные вещательные компании» (National Religious Broadcasters) в январе 1984 года, Рейган заявил, что во время аборта плод страдает от «долгой и мучительной боли». СМИ и медицинское сообщество оспорили это высказывание Рейгана. Одна из американских федеральных ассоциаций акушеров-гинекологов выпустила ответное заявление, в котором говорилось, что неврологические механизмы, ответственные за восприятие боли, начинают формироваться только в третьем триместре беременности. Натансон же поддержал президента и выпустил собственное заявление. Поскольку медики продолжали настаивать, что в течение первых двух триместров беременности эмбрион и плод не способны чувствовать боль, Натансон решил снять фильм, заявив: «Я обдумал это и пришёл к тому, что у нас есть только один способ решить этот вопрос — сфотографировать аборт от начала до конца».

## Содержание
Натансон, врач-гинеколог, выступает в фильме одновременно как медицинский эксперт и рассказчик, комментируя процесс аборта. В начале фильма он говорит, что зрителю предстоит увидеть аборт в режиме реального времени «с точки зрения жертвы». Фильм составлен из серии неподвижных ультразвуковых снимков, документирующих процесс аборта на сроке 12 недель, скленных вместе и образующих видео. На протяжении фильма Натансон называет плод ребёнком.
Натансон показывает медицинские инструменты, которые в то время в США были стандартными для проведения аборта, и спокойно демонстрирует, как каждый из них вводится в тело женщины в ходе аборта. Натансон утверждает, что даже при сроке беременности в 12 недель головка плода слишком большая для того, чтобы можно было ввести отсос, и показывает, как применяются хирургические щипцы, чтобы раздробить череп, в котором на протяжении шести недель активны мозговые волны.
Далее Натансон сидит у телевизионного экрана, на котором демонстрируются ультразвуковые снимки плода в утробе матери. По ходу смены изображений Натансон пошагово описывает происходящее на снимках, показывая новые инструменты, которые вводятся в матку. Аспирационную канюлю он описывает как смертельное оружие, которое, по его словам, «расчленит, раздробит и уничтожит ребёнка». Затем Натансон рассказывает, что плод не готов к проникновению инородных предметов в матку, и говорит, что «ребёнка разрывают на части… бесчувственные стальные инструменты». Он отмечает, как сердцебиение плода ускоряется и как плод словно бы открывает рот в «леденящем кровь беззвучном крике». Кульминация фильма — ставший знаменитым «безмолвный крик», который сопровождается пронзительной музыкой.
В финальной части фильма Натансон говорит о значении ознакомления женщин с таким материалом. По мнению Натансона, женщины должны быть осведомлены об этих снимках. Этот фильм стал первой демонстрацией изображений абортированного плода в электронном виде, в отличие от печатных изображений, которые использовались до этого.

## Реакции

### Противники абортов
Продюсер «Безмолвного крика» и участники движения против абортов рассматривали этот фильм как инструмент, способный склонить общественное мнение к запрету абортов. Фильм был впервые показан в религиозной передаче Джерри Фалуэлла, а затем на протяжении одного месяца демонстрировался пять раз на крупнейших американских телеканалах. В дальнейшем он широко распространялся по школам и университетам. «Безмолвный крик» приобрёл большую популярность среди противников абортов, и Рональд Рейган даже демонстрировал его в Белом доме. Рейган заявил: «Если бы этот фильм посмотрели все члены Конгресса, они бы быстро приняли меры, чтобы покончить с трагедией аборта». Некоторые противники абортов также утверждают, что «Безмолвный крик» представляет собой свидетельство научной обоснованности их позиции.
Сегодня считается, что «Безмолвный крик» помог привлечь в движение против абортов много новых сторонников благодаря своему красочному содержанию, которое шокировало многих зрителей. Фильм продолжает играть большую роль в движении против абортов.

### Медицинское сообщество
Многие представители медицинского сообщества выступают с резкой критикой фильма, называя его дезинформирующим и вводящим в заблуждение. Профессор акушерства и гинекологии Ричард Берковиц назвал фильм «недостоверным с точки зрения фактов» и «недобросовестным». Преподаватель медицинского факультета Йельского университета Джон Хоббинс отметил, что фильм вводит в заблуждение за счёт использования спецэффектов, которое он охарактеризовал как мошенничество. Он отметил, что сначала снимки УЗИ демонстрируются на низкой скорости, а с момента введения в матку хирургических инструментов скорость смены кадров увеличивается, создавая ложное впечатление, словно плод дёргается в страхе. Хоббинс также поставил под сомнение заглавный «крик», отметив, что в ходе внутриутробного развития плод проводит очень много времени с раскрытым ртом, что «крик» в действительности мог быть зевком, а также что та тёмная область на расплывчатых снимках УЗИ, которую Натансон считает ртом, в действительности может быть пространством между подбородком и грудью плода. Глава кафедры педиатрии Виргинского университета Эдвард Майер заявил, что на сроке в 12 недель мозг ещё недостаточно развит для того, чтобы плод мог чувствовать боль. По словам заведующего отделением детской неврологии Нью-йоркской больницы Харта Питерсона, «представление о том, что двенадцатинедельный плод может чувствовать дискомфорт, ошибочно».
Современные научные данные свидетельствуют о том, что плод не способен испытывать боль по крайней мере до 24-й недели развития: у него не сформированы нервные окончания в коре головного мозга, которые большинство современных специалистов признают необходимым, хотя и недостаточным условием для чувствительности к боли. Вопрос о том, когда именно после 24-й недели плод начинает чувствовать боль, остаётся на сегодняшний день не вполне решённым. Исследования восприимчивости плода к боли затруднены по многим причинам — в частности, как и с другими неспособными к речи объектами исследований, в случае наличия реакции на стимул не всегда можно определить природу этой реакции (то есть является ли она реакцией на боль или чисто рефлекторной).
Специалисты по пренатальному развитию отмечают, что, вопреки заявлениям Натансона в фильме, плод не способен воспринимать опасность и совершать целенаправленные движения. Нейробиолог из Университета Джонса Хопкинса Дэвид Бодиан заявил, что научных доказательств того, что двенадцатинедельный плод может чувствовать боль, нет, но в то же время отметил, что существует возможность рефлекторных движений плода как реакции на внешние стимулы, такие как хирургические инструменты. Также вводит в заблуждение размер ультразвукового изображения и модели плода: они показывают плод так, как будто его размеры совпадают с размерами доношенного младенца — на самом деле двенадцатинедельный плод не достигает пяти сантиметров в длину. По словам преподавательницы медицинского факультета Университета Джонса Хопкинса Дженнифер Небил, те движения, которые Натансон описал как попытки плода уклониться от хирургических инструментов, представляют собой чисто рефлекторную активность, которая выглядит целенаправленной только за счёт ускорения смены кадров. Фэй Редуайн из медицинского центра Университета Содружества Виргинии отметила, что любой врач может показать точно такие же снимки плода, который никто не абортирует.

### Сторонники права на аборт
В ответ на фильм «Безмолвный крик» федерация «Планируемое родительство» (Planned Parenthood) — одна из крупнейших прочойсерских организаций в США — выпустила брошюру под названием «Доказательства говорят громче, чем „Безмолвный крик“», в которой фильм назван «полным научных, медицинских и правовых ошибок, а также вводящих в заблуждение заявлений и преувеличений». Организация пригласила ряд медицинских экспертов, которые опровергли сделанные в фильме заявления о способности плода чувствовать боль, и совершать целенаправленные движения, а также о заглавном «крике». «Планируемое родительство» также выпустило собственный фильм, в котором женщины, врачи и другие эксперты отвечали на утверждения, сделанные в «Безмолвном крике», и критиковали фильм за то, что он изображает беременных женщин инфантильными и недостойными иметь репродуктивные права. По мнению писательницы и журналистки Кэти Ройф, «Безмолвный крик» — это «крайне подозрительная пропаганда» и «по сути, фильм ужасов, использующий откровенные фальсификации». Политолог и активистка движения за репродуктивный выбор Розалинд Печески называет методы фильма «визуальными фальсификациями и словесным жульничеством» и утверждает, что он «принадлежит к области культурной репрезентации, а не медицинских фактов».